# Mongoliska Altaj

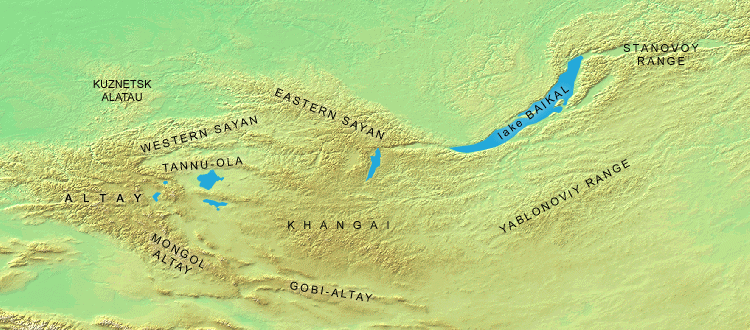
Karta med engelska namn

Mongoliska Altaj är en bergskedja i västra Mongoliet, norr om Junggarbäckenet i Xinjiang. Den utgör en östlig del eller utlöpare av Altajbergen.